# Théodore-Jean Tarade
Théodore-Jean Tarade (París, 1 de novembre 1731 – La Flèche (País del Loira), 14 de setembre, 1788), va ser un violinista i compositor francès del període preclàssic.

## Biografia
Théodore-Jean Tarade, des de 1751, va ser membre de l'Orquestra de la Reial Acadèmia de Música fins a la seva jubilació el 1776. Va debutar com a solista el 1754, amb un concert per a violí de Jean-Josèp Cassanèa de Mondonville, a el Concert Espiritual. El 1757, va fer altres dues aparicions en solitari al mateix Concert espiritual, en duo amb Jacques Lemière. El 15 de juliol de 1765, la seva òpera còmica La Réconciliation villageoise es va representar amb èxit a la Comédie-Italienne. El 1767 es va casar amb la copista Françoise-Marie Dutartre, amb qui va obrir una botiga de música. A banda d'aquesta activitat, Tarade, sobretot, impartia classes de violí. Després de la decadència del negoci el 1783, va ser professor de violí el 1785, a l'Escola Militar del "Collège royal Henri-le-Grand," a La Flèche.